# Microgiton selene
Microgiton selene är en fjärilsart som beskrevs av Felder 1869. Microgiton selene ingår i släktet Microgiton och familjen björnspinnare. Inga underarter finns listade i Catalogue of Life.